# Vitesse in het seizoen 1957/58
Het seizoen 1957/1958 was het vierde jaar in het bestaan van de Arnhemse betaaldvoetbalclub Vitesse. De club kwam uit in de Eerste divisie A en eindigde daarin op de vijfde plaats. Tevens deed de club mee aan het toernooi om de KNVB beker, hierin werd in de vierde ronde verloren van AGOVV (1–2).

## Wedstrijdstatistieken

### Eerste divisie B
|       | AGOVV | Alkmaar '54 | D.F.C | DWS   | EDO   | Excelsior | De Graafschap | Helmond | HVC   | RBC   | Roda Sport | SVV   | Volendam | VSV   | Willem II |
| ----- | ----- | ----------- | ----- | ----- | ----- | --------- | ------------- | ------- | ----- | ----- | ---------- | ----- | -------- | ----- | --------- |
| Thuis | 4 – 2 | 0 – 1       | 1 – 0 | 3 – 1 | 6 – 1 | 4 – 3     | 1 – 3         | 3 – 1   | 0 – 1 | 4 – 1 | 3 – 3      | 1 – 1 | 2 – 1    | 4 – 1 | 0 – 2     |
| Uit   | 0 – 4 | 1 – 2       | 6 – 1 | 1 – 3 | 0 – 1 | 3 – 0     | 3 – 1         | 2 – 3   | 7 – 1 | 1 – 3 | 2 – 2      | 2 – 3 | 2 – 0    | 1 – 0 | 5 – 3     |

### KNVB beker
| 1e ronde                                         | VIJDO                                        | 0 – 7 (0 – 2) | Vitesse                                                                    |
| 26 december 1957 Plaats: Arnhem Sportpark De Del |                                              |               | 21', –', –', –', –' Gerrit van der Pol Bert Theunissen Toon Huiberts       |
| 2e ronde                                         | Zwartemeer                                   | 3 – 4 (1 – 1) | Vitesse                                                                    |
| 4 mei 1958 Plaats: Klazienaveen Mr. Ovingstraat  | Gerrit Pesman Willy Hoogenberg Henk de Vries |               | 41' Toon Huiberts 60', –' Evert van der Horst –' (pen.) Gerrit van der Pol |
| 3e ronde                                         | Tubantia                                     | 0 – 2 (0 – 1) | Vitesse                                                                    |
| 22 mei 1958 Plaats: Hengelo Stadion Veldwijk     |                                              |               | 23' Gerrit van der Pol 89' Bert Theunissen                                 |
| 4e ronde                                         | Vitesse                                      | 1 – 2 (0 – 2) | AGOVV                                                                      |
| 7 juni 1958 Plaats: Arnhem Nieuw-Monnikenhuize   | Toon Huiberts 47' (pen.)                     |               | 5', 38' Mais Hanskamp                                                      |

## Statistieken Vitesse 1957/1958

### Eindstand Vitesse in de Nederlandse Eerste divisie A 1957 / 1958
| Stand | Gespeeld | Gewonnen | Gelijk | Verloren | Punten | Doelpunten voor | Doelpunten tegen |
| ----- | -------- | -------- | ------ | -------- | ------ | --------------- | ---------------- |
| 5e    | 30       | 16       | 3      | 11       | 35     | 63              | 58               |

### Topscorers
| #                    | Naam                | Goal |
| -------------------- | ------------------- | ---- |
| 1.                   | Gerrit van der Pol  | 13   |
| 2.                   | Jan Schatorjé       | 12   |
| 3.                   | Bert Theunissen     | 8    |
| 4.                   | Dik Herberts        | 6    |
| 4.                   | Evert van der Horst | 6    |
| 4.                   | Jan van der Wolf    | 6    |
| 7.                   | Toon Huiberts       | 4    |
| 8.                   | Eltjo Veentjer      | 2    |
| 9.                   | Henk Arendsen       | 1    |
| 9.                   | Piet Beekman        | 1    |
| 9.                   | Theo Meeuwsen       | 1    |
| 9.                   | Theo Slijkhuis      | 1    |
| Onbekende doelpunten |                     |      |
| –                    | Onbekend            | 2    |
| Totaal               | Totaal              | 63   |

| #      | Naam                | Goal |
| ------ | ------------------- | ---- |
| 1.     | Gerrit van der Pol  | 7    |
| 2.     | Toon Huiberts       | 3    |
| 3.     | Evert van der Horst | 2    |
| 3.     | Bert Theunissen     | 2    |
| Totaal | Totaal              | 14   |